# دوروثي ديفيز
دوروثي ديفيز (بالإنجليزية: Dorothy Ida Davies)‏ هي مُدرسة وعازفة بيانو نيوزيلندية، ولدت في 24 أكتوبر 1899، وتوفيت في 11 يوليو 1987.